# Socapex
Socapex stik er en 19-pin elektrisk konnektor, der anvendes i film, tv og scenebelysning at opsige enderne af en multikabelinstallationer. De er koblet med seks levende stifter, seks neutrale pins og seks jordstifter. Den sidste pin er et center pin, der bruges til at hjælpe den mandlige ende af stikket med at justere korrekt med en kvindelig beholder. Mens "Socapex" er et varemærke ejet af Amphenol-Socapex, er det blevet en generisk betegnelse for denne type stik[kilde mangler].
| Elektronik | Spire Denne artikel om elektronik er en spire som bør udbygges. Du er velkommen til at hjælpe Wikipedia ved at udvide den. |